# Wilma Hellström
Wilma Hellström  född 26 april 1993, är en svensk hoppryttare som tävlar i världscupen samt representerar svenska landslaget i hästhoppning.
Hellström rider för W.H Sporthorses och är baserad i Eindhoven, Nederländerna. Hon tävlar i världscupen och i landslaget med stoet Cicci BJN som är blind på ena ögat efter en olycka.
Hon debuterade i världscupen säsongen 2022/2023 och kvalificerade sig till världscupsfinalen i Omaha, Nebraska, USA och slutade på 14:e plats. 
Wilma Hellström var en del av svenska landslaget i EM 2023 i Milano tillsammans med Henrik von Eckerman, Jens Fredriksson och Rolf-Göran Bengtsson.